# (Rock) Superstar
(Rock) Superstar ist ein Lied der US-amerikanischen Rap-Gruppe Cypress Hill. Der Song ist die erste Single ihres fünften Studioalbums Skull & Bones und wurde am 28. März 2000 veröffentlicht. Im Vereinigten Königreich erschien die Auskopplung als Doppel-A-Seite, zusammen mit dem Pendant (Rap) Superstar.

## Inhalt
| Liedteil   | Künstler     |
| Intro      | Chino Moreno |
| Refrain    | B-Real       |
| 1. Strophe | B-Real       |
| Interlude  | Everlast     |
| 2. Strophe | Sen Dog      |
| 3. Strophe | B-Real       |

Auf (Rock) Superstar rappen Cypress Hill über die Kehrseiten des Lebens als berühmte Musiker. B-Real spricht den Hörer an, der nur den Reichtum und Erfolg sehe, aber nicht den Aufwand, der hinter alldem stecke. So spüre er großen Druck vom Label, der Presse und den Fans und stehe stets im Rampenlicht. Zu Beginn und zwischendurch werden auch Aussagen der Musiker Chino Moreno und Everlast eingespielt, die davon berichten, dass viele Leute ein Stück vom Ruhm abhaben wollen und man jederzeit damit rechnen müsse, dass der Erfolg vorüber sei und andere an ihre Stelle treten. Auch Sen Dog rappt von der Vergänglichkeit des Erfolgs und dass es nur solang gut laufe, solang man viele Platten verkaufe.

“So you wanna be a rock superstar?

And live large, a big house, five cars, you’re in charge

Comin’ up in the world don’t trust nobody

Gotta look over your shoulder constantly”

## Produktion
Der Song wurde von dem Bandmitglied und Musikproduzenten DJ Muggs produziert, der zusammen mit B-Real und Sen Dog auch den Text schrieb.

## Musikvideo
Bei dem zu (Rock) Superstar gedrehten Musikvideo führte der US-amerikanische Regisseur Dean Karr Regie. Auf YouTube verzeichnet das Video rund 40 Millionen Aufrufe (Stand Mai 2020).
Zu Beginn läuft ein Jugendlicher die Straße entlang und findet eine Eintrittskarte mit der Aufschrift Rock Superstar. Daraufhin erscheint ein Gebäude, in das der Jugendliche wie in eine Geisterbahn hineinfährt. Im Gebäude sieht er zuerst Cypress Hill rappen, bevor er von einer Gruppe Frauen umgestylt und in einen Anzug gekleidet wird. Im nächsten Raum hält B-Real, gekleidet als Fidel Castro, eine Rede. Anschließend sieht er zahlreiche Fernsehbildschirme, auf denen Everlast über sein Leben als Musikstar spricht. Im letzten Raum besucht der Jugendliche ein Konzert von Cypress Hill, an dessen Ende er selbst vor der Zuschauermenge, die ihn für eine Berühmtheit hält, aus dem Haus flüchtet.

## Single

### Covergestaltung
Das Singlecover ist in Schwarz-weiß gehalten. Es zeigt einen Totenschädel, der eine Krone trägt. Im Hintergrund befinden sich weitere Totenköpfe. Der graue Schriftzug Cypress Hill steht im oberen Teil des Bildes, während sich der Titel (Rock) Superstar, ebenfalls in Grau, am unteren Bildrand befindet.

### Titelliste
1. (Rock) Superstar (LP Version) – 4:38
2. Checkmate (Hang ’Em High Remix) – 4:01
3. Fist Full (feat. Defari) – 3:22

### Chartplatzierungen
(Rock) Superstar erreichte im Vereinigten Königreich Platz 13 und konnte sich sechs Wochen lang in den Top 100 halten. Zudem belegte die Single Rang 50 in Schweden. In den deutschen Charts konnte sich das Lied nicht platzieren.
| ChartsChartplatzierungen     | Höchstplatzierung | Wochen |
| ---------------------------- | ----------------- | ------ |
| Vereinigtes Königreich (OCC) | 13 (6 Wo.)        | 6      |

### Verkaufszahlen und Auszeichnungen
(Rock) Superstar wurde 2023 für mehr als eine Million Verkäufe in den Vereinigten Staaten mit einer Platin-Schallplatte ausgezeichnet.

| Land/Region               | Auszeichnungen für Musikverkäufe (Land/Region, Auszeichnung, Verkäufe) | Verkäufe  |
| ------------------------- | ---------------------------------------------------------------------- | --------- |
| Vereinigte Staaten (RIAA) | Platin                                                                 | 1.000.000 |
| Insgesamt                 | 1× Platin ·                                                            | 1.000.000 |